# 운하

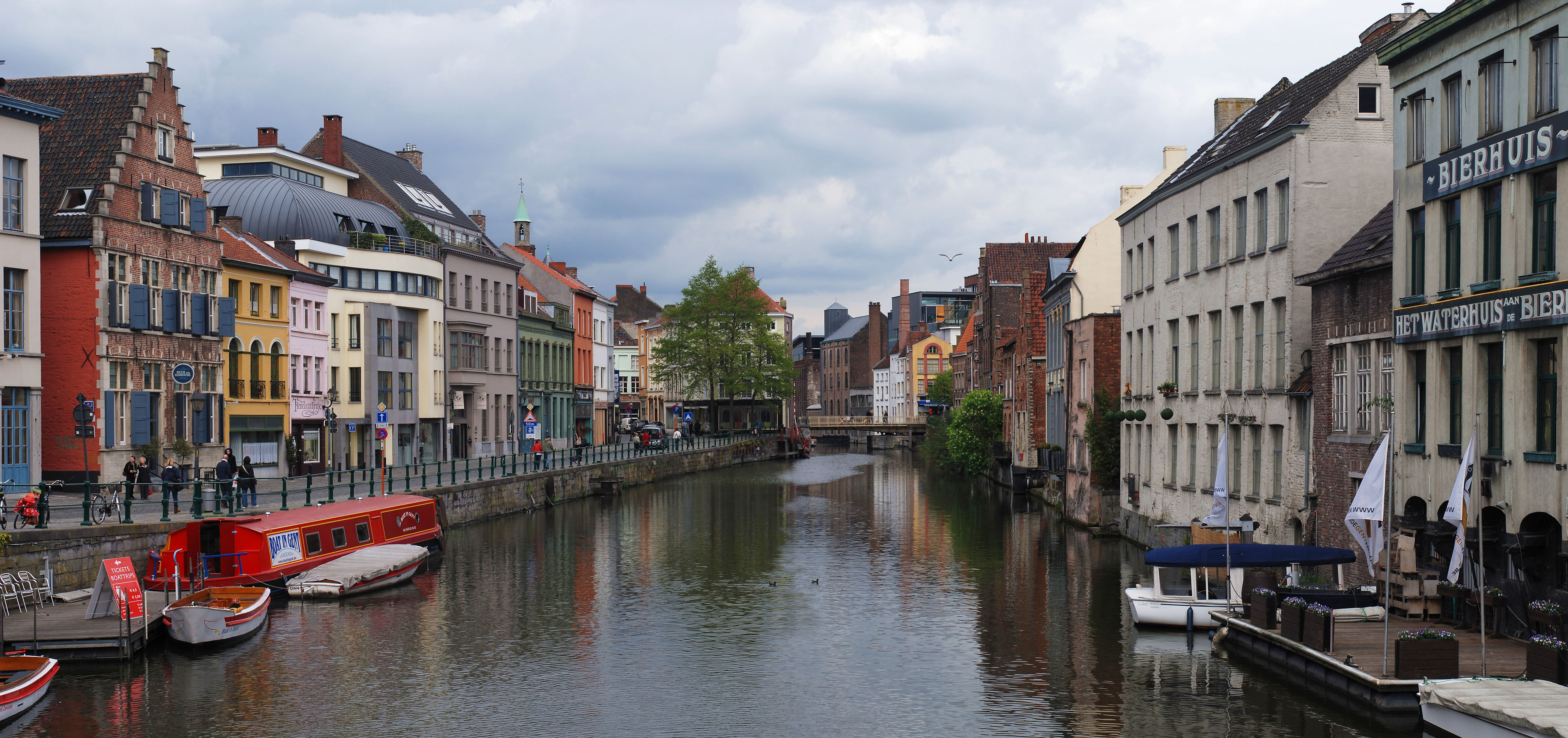
벨기에 헨트의 운하.

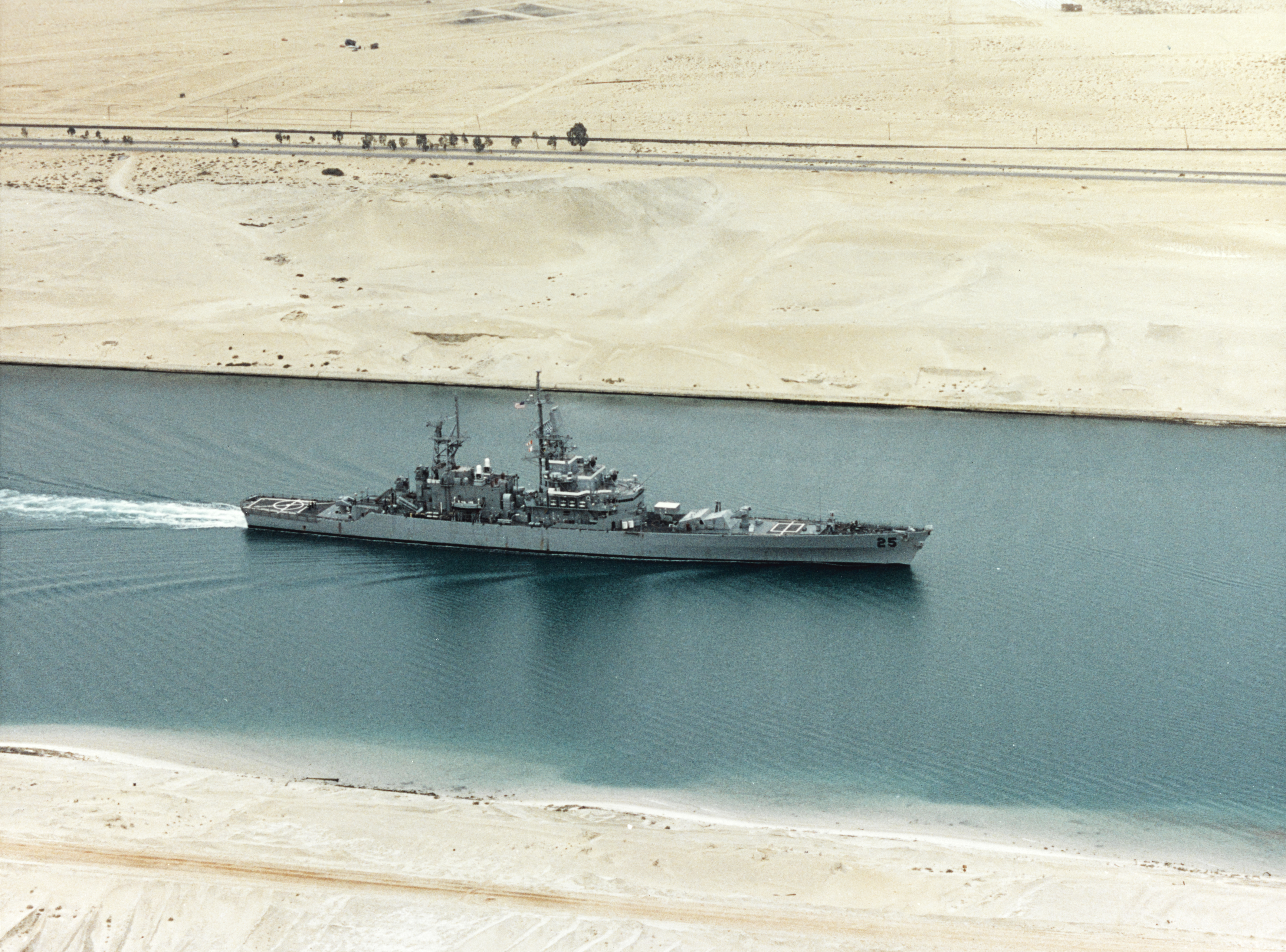
세계에서 가장 큰 운하인 수에즈 운하.

운하(運河)는 선박의 항행(航行), 또는 관개(灌漑), 급수(給水), 배수(排水)등을 위해, 인공적으로 만든 수로를 의미한다. 보통 호수나 강, 바다 등이 연결되며, 형태적으로는 유문운하(油門運河)와 수평운하(水平運河)로 분류된다. 유문운하는 수위(水位)가 다른 바다와 바다, 호수와 호수, 강과 강을 연결시키는 데 필요한 갑문(閘門)이 있는 운하이며, 파나마 운하(태평양-카리브해)·웰랜드 운하(캐나다의 이리호-온타리오호) 등이 있으며 유명하다.

## 역사
최초의 운하로서 기원전 4000년 경 메소포타미아에서 운하를 만들었다는 기록이 있다. 중국 수나라 때에는 수 양제가 황하와 장강을 잇는 대운하를 만들었다.

## 현대의 이용
파나마 운하나 수에즈 운하 같은 대규모 선박 운하들은 여전히 화물의 운송에 이용된다. 유럽의 바지선 운하도 그러하다. 세계화의 영향으로 이들의 중요성은 더욱 커져 파나마 운하 확장 계획이 세워지기도 했다.
어쨌든, 초기 산업용 운하는 많은 양의 짐을 나르지 않고 있는데, 많은 운하들이 항해용으로만 운용되지만 아직 수송용으로 사용되는 곳도 있다. 경우에 따라서는 운하를 따라 철도가 놓이기도 한다.
영국과 프랑스에서 초기 산업용 운하를 유람선을 띄우는 데에 사용하기 위한 운동이 시작되어 역사적인 운하의 갱생에 박차를 가하게 되었다. 버려진 운하는 복구되어 유람선을 위해 사용되고, 운하에 면한 주거지는 최근 수 년간 인기를 얻었다.
프랑스와 벨기에, 독일, 네덜란드를 잇는 북프랑스 운하(Seine-Nord Europe Canal)는 주요 운송 수로로서 개발되고 있다.

## 도시 속의 운하
운하는 이탈리아의 도시 베네치아와 매우 밀접하게 연관되어 있다. 때문에 세계의 많은 운하 도시는 "OOO의 베네치아"라는 별명을 갖는 경우가 많다. 베네치아는 늪지대의 섬에 만들어진 도시로, 나무 말뚝으로 건물을 지탱하고 있는 인공 도시로 운하를 만든 것이 아니라 땅이 인공적으로 만들어졌다. 
네덜란드의 수도 암스테르담 역시 베네치아와 비슷한 방법으로 도시가 만들어졌다.

## 같이 보기
- 한반도 대운하